# 牛津駅
牛津駅（うしづえき）は、佐賀県小城市牛津町柿樋瀬（かきひせ）にある、九州旅客鉄道（JR九州）長崎本線の駅である。

## 歴史
- 1895年（明治28年）5月5日：九州鉄道（初代）の駅として開設[2]。一般駅[2]。
- 1907年（明治40年）7月1日：九州鉄道国有化により、帝国鉄道庁の駅となる[2]。
- 1982年（昭和57年）11月15日：貨物取扱廃止[2]。
- 1984年（昭和59年）2月1日：荷物扱い廃止[2]。
- 1985年（昭和60年）1月20日：一旦無人駅化[3]（その後、業務委託駅化）。
- 1987年（昭和62年）4月1日：国鉄分割民営化により、JR九州に移管[2]。
- 2001年（平成13年）4月20日：駅舎改築[4][5]。
- 2021年（令和3年）3月26日：待合室にストリートピアノが設置され、コンサートも開催されている。
- 2022年（令和4年）
  - 3月11日：この日限りで切符売り場が営業終了[6]
  - 3月12日：無人駅化[6]
- 2024年（令和6年）10月3日：ICカード「SUGOCA」の利用を開始[7][8]。

## 駅構造
相対式ホーム2面2線を有する地上駅である。無人駅。ホーム間は跨線橋で連絡している。駅舎は2001年に改築された鉄筋コンクリート造りの平屋建てのもので、外壁に焼成レンガや花崗岩を使用して赤レンガ倉庫風としたものである。

### のりば
| のりば | 路線      | 方向 | 行先                     |
| ------ | --------- | ---- | ------------------------ |
| 1      | ■長崎本線 | 上り | 佐賀・鳥栖・博多方面     |
| 2      | ■長崎本線 | 下り | 江北・肥前鹿島・早岐方面 |

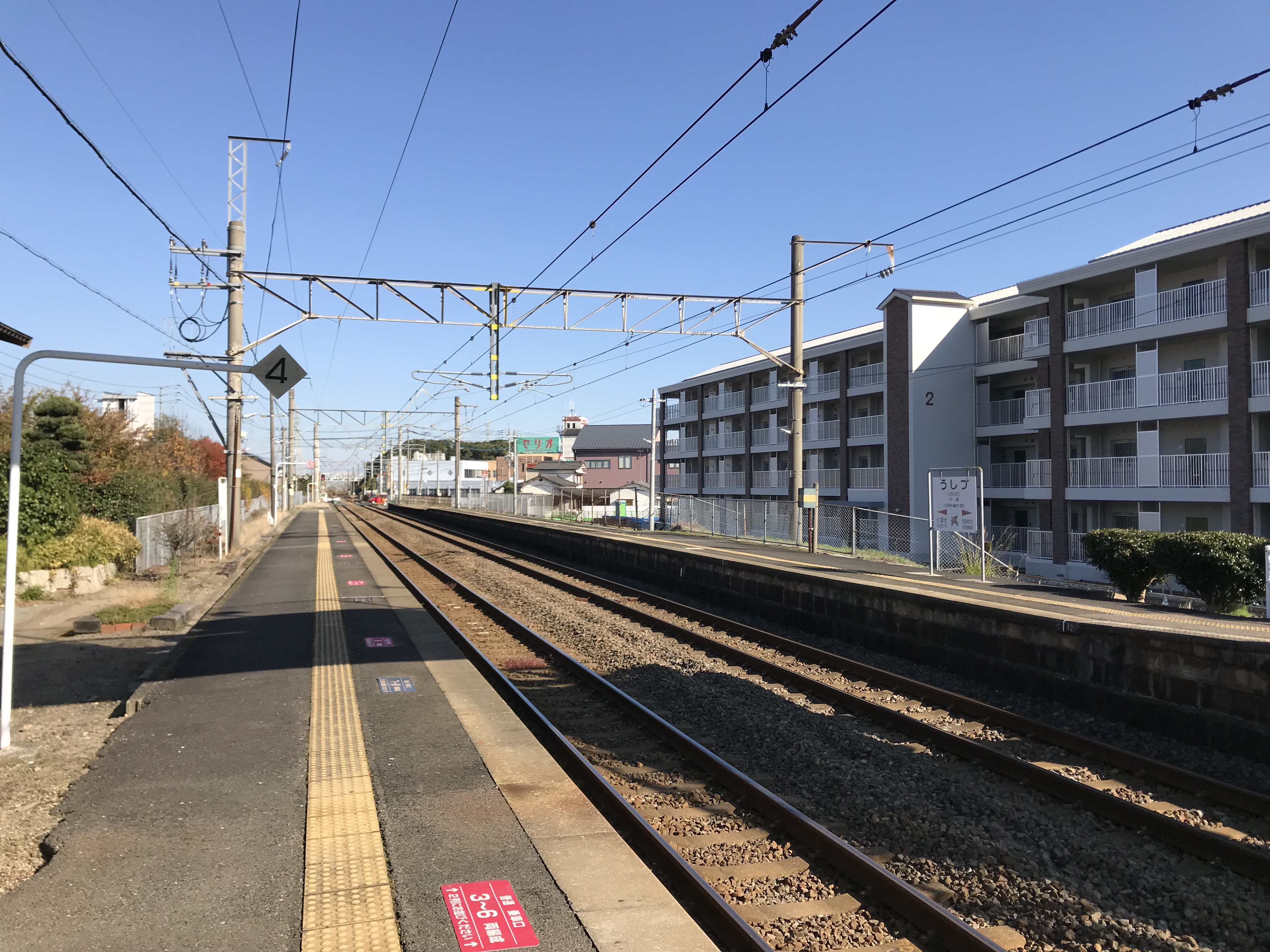
ホーム（2017年12月）
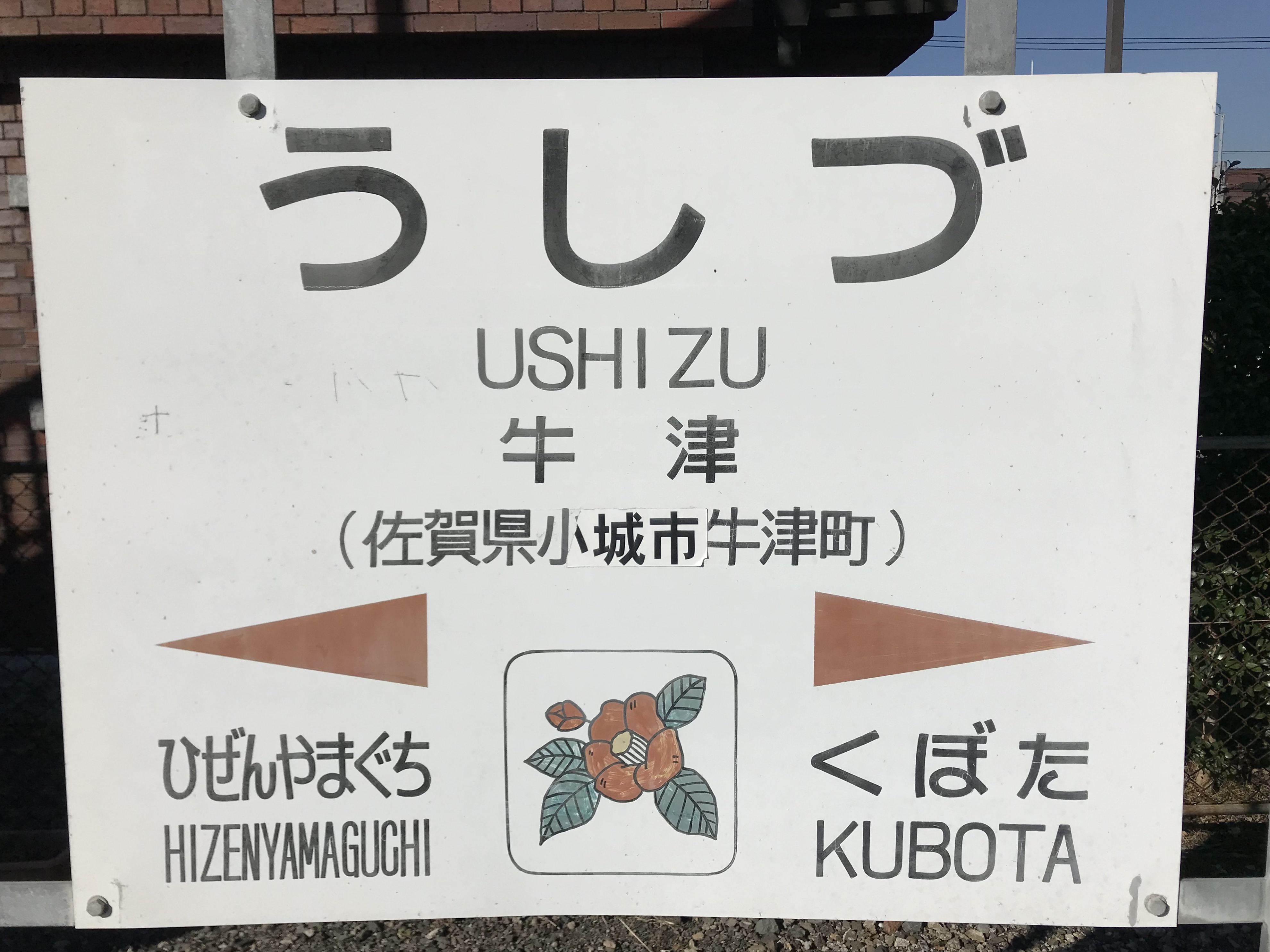
サザンカが描かれた駅名標（2017年12月）

## 利用状況
2023年度の1日平均乗車人員は631人である。
| 年度   | 1日平均 乗車人員 |
| ------ | ---------------- |
| 2000年 | 972              |
| 2001年 | 952              |
| 2002年 | 926              |
| 2003年 | 903              |
| 2004年 | 872              |
| 2005年 | 919              |
| 2006年 | 900              |
| 2007年 | 879              |
| 2008年 | 879              |
| 2009年 | 851              |
| 2010年 | 840              |
| 2011年 | 853              |
| 2012年 | 846              |
| 2013年 | 856              |
| 2014年 | 803              |
| 2015年 | 807              |
| 2016年 | 808              |
| 2017年 | 770              |
| 2018年 | 783              |
| 2019年 | 758              |
| 2019年 | 648              |
| 2021年 | 621              |
| 2022年 | 615              |
| 2023年 | 631              |

## 駅周辺
駅周辺は小城市牛津町の中心部であり市街地となっている。
- 牛津公民館
- 牛津体育センター
- 佐賀県立牛津高等学校
- 小城市立牛津中学校
- 牛津郵便局
- 牛津赤れんが館
- 佐賀板紙本社工場
- コトブキ製紙本社・工場
- 津の里公園
- 牛津総合公園
- 国道34号
- 国道207号
- 牛津川

### バス停留所
- 祐徳バス「牛津駅前」停留所 - 駅から約150m離れた国道207号上
  - 徳万 → 医療センター好生館 → 佐賀駅バスセンター
  - 江北駅前 → 白石 → 鹿島バスセンター → 祐徳神社前
  - 江北駅前 → 大町 → 武雄温泉駅 → 下西山

以下はいずれも駅前ロータリー内の同一位置で祐徳バスの牛津駅前停留所とは位置が異なる
- あいのりタクシー「牛津駅前」停留所
  - 芦刈 → 住ノ江 → 福富 → 道の駅しろいし
- 小城牛津線
  - 中江良 → 小城駅 → 小城バスセンター
- 牛津町巡回バス「牛津駅」停留所
  - アイル
  - 柿樋瀬公民館 → ゆめりあ → 勝団地 → アイル
  - 砥川 → アイル
  - 芦刈 → 天満 → アイル

## 隣の駅
九州旅客鉄道（JR九州）
■長崎本線
■区間快速（上りのみ運転）・■普通
久保田駅 - 牛津駅 - 江北駅